# 蘭嶼豬
蘭嶼豬（Lanyu pig）又稱蘭嶼小耳豬、迷你豬、蘭嶼迷你豬，是原產於蘭嶼小體型的小耳豬種，最早起源自達悟族先民馴化之野豬，為臺灣國家級保種族群。過去因具高經濟效益之外來品種興起而一度被忽略，直至1975年國立臺灣大學畜牧系（現動物科學技術學系）引進保種，並選育為實驗用豬種才逐漸受到重視。

## 品種起源
蘭嶼豬屬歐亞野豬物種，起源於六十萬年前，在冰河時期從島嶼東南亞播遷來到台灣，大約一萬年前被人類馴化。後因海水上漲而遭地理隔離，保留了遺傳獨特性。故此目前除臺灣以外，世界各地尚未尋獲與蘭嶼豬基因相似的野豬或家豬種。

## 品種特徵
蘭嶼豬軀幹呈長方形，體型較小，四肢粗短強健，毛色黝黑且具光澤，耳朵小而直立；其頸部至背部長有剛毛，背部些許凹背。出生產仔總頭數約為 7 頭。
蘭嶼豬的成熟個體體重平均不超過80公斤，適應亞熱帶濕熱氣候，耐粗飼、抗病力強。

## 文化及經濟價值
傳統上蘭嶼人家家戶戶都會養豬，對達悟族島民而言，豬乃財富的象徵，地位甚至比狗更高。豬在蘭嶼的歲時祭儀中也扮演著重要角色，尤其是每年飛魚季開始的招魚祭，豬是獻祭海神的牲禮。
其後由蘭嶼地區對食肉品質需求提高，當地居民引進外來豬種混雜飼養，使純種蘭嶼豬難以原地保存。當時的臺灣省畜產試驗所臺東種畜繁殖場（畜試所臺東場）在中央經費補助下，於1980年6月自蘭嶼引進4公16母作為繁殖種群，並繁殖推廣給台灣地區之小養豬戶或供醫學試驗研究用。

### 衍生品種
目前臺灣大學與畜試所臺東場保有多種蘭嶼豬品種，包括：
- 蘭嶼豬保種品系（Lanyu 200）：畜試所於1980年引進蘭嶼豬種原進行常態性的種原保存工作，於2008年登記為蘭嶼豬保種品系。
- 李宋豬（LS−NTU）：保種族群豢養於臺大動物科學技術學系，以發掘蘭嶼豬種原與推動實驗豬種選育工作的主要推手，李登元教授及宋永義教授的姓氏命名。其基礎豬種是1975年引進的蘭嶼豬與來自民間種豬場的白色藍瑞斯（Landrace）豬進行雜交，前者為母系品種，後者是父系品種。
- 畜試花斑豬（Lanyu 100）畜試所在圈養過程中偶有黑色豬群出現花斑色的後裔，這些花斑毛色的個體於1993年被隔離出來另行圈養；2003年以「畜試花斑豬」通過品種登記。
- 畜試迷彩豬（Lanyu 50）：畜試所於1989年以人工授精方式使蘭嶼豬與杜洛克豬進行雜交試驗，雜交後裔仔豬毛色多樣。經選育淘汰其他毛色的後裔，目前所有個體均為棕白條紋體色。
- 蘭嶼豬 GPI-CRC-PGD 基因型純合品系（Lanyu 300）：畜試所為提供生物醫學研究的應用，進行了近親選育且小體型的實驗動物用豬的研究。1992年臺東場研究人員自蘭嶼豬種的小體型選育族群中，選留具有GPI−BB型和PGD−AA型之仔豬，同時5月齡體重不超過20公斤的則被選為第零代種畜，再以近親配種的方式進行選育工作。這基因型純合系於2008年與蘭嶼豬保種品系同時完成品種登記。
- 賓朗豬（Lanyu 400） ：畜試所於2001年對畜試花斑豬近親選育時出現純白個體，其後將其隔離圈養，並再進行近親選育成新品種。由於該豬種誕生於臺東縣卑南鄉賓朗村，因此命名為「賓朗豬」，於2011年通過品種登記。[8]

## 另見
- 猪品种列表

## 外部連結
- YouTube上的《我們的島》第998集 — 飄洋過海蘭嶼豬